# Quận Pawnee, Nebraska
Quận Pawnee là một quận thuộc tiểu bang Nebraska, Hoa Kỳ.
Quận này được đặt tên theo. Theo điều tra dân số của Cục điều tra dân số Hoa Kỳ năm 2000, quận có dân số 3087 người. Quận lỵ đóng ở Pawnee City6.

## Địa lý
Theo Cục điều tra dân số Hoa Kỳ, quận có diện tích 1121 km2, trong đó có 3 km2 là diện tích mặt nước.